# Kari Sallinen
Kari Sallinen, född 24 september 1959 i Helsingfors, är en finländsk orienterare som blev världsmästare individuellt 1985, han har även tagit ett VM-brons i stafett.